# 張玉林 (1431年)
張玉林（1431年—？），字邦輝，四川成都府內江縣人，明朝官员。

## 生平
成化十一年（1476年）乙未科進士，任石首知縣，复改山東壽張縣。九载考绩，升雲南北胜州知州。

## 家族
曾祖張均秀，祖張淑衡，父張鉞，母袁氏。